# Campionato europeo maschile under 19 di calcio 2024
Il campionato europeo di calcio Under-19 2024 è stata la 70ª edizione del torneo organizzato dalla UEFA. Il torneo, a cui hanno partecipato solo i giocatori nati dopo il 1º gennaio 2005, si è svolto in Irlanda del Nord dal 15 al 28 luglio 2024 e si è concluso con la vittoria della Spagna sulla Francia per 2-0, aggiudicandosi così il torneo per la nona volta nella sua storia.

## Città e stadi
| Belfast Larne | Belfast          | Belfast         | Larne           |
| Belfast Larne | Windsor Park     | Seaview         | Inver Park      |
| Belfast Larne | Capienza: 18 500 | Capienza: 3 383 | Capienza: 3 000 |
| Belfast Larne |                  |                 |                 |

## Fase a gironi

### Regolamento
Le prime due squadre di ogni girone si qualificano alle semifinali del torneo.
Se due o più squadre dello stesso girone sono a pari punti al termine della fase a gironi, per determinare la classifica si applicano i seguenti criteri nell'ordine indicato:
- maggior numero di punti nelle partite disputate fra le squadre in questione (scontri diretti);
- miglior differenza reti nelle partite disputate fra le squadre in questione;
- maggior numero di gol segnati nelle partite disputate fra le squadre in questione.

Se alcune squadre sono ancora a pari merito dopo aver applicato questi criteri, essi vengono riapplicati esclusivamente alle partite fra le squadre in questione per determinare la classifica finale.
Se la suddetta procedura non porta a un esito, si applicano i seguenti criteri:
- miglior differenza reti in tutte le partite del girone;
- maggior numero di gol segnati in tutte le partite del girone;
- migliore condotta fair play al torneo, calcolata partendo da 10 punti per squadra, che vengono decurtati in questo modo:
  1. ogni ammonizione: un punto;
  2. ogni doppia ammonizione o espulsione: tre punti;
  3. ogni espulsione diretta dopo un'ammonizione: quattro punti;
- sorteggio.

Se due squadre che hanno lo stesso numero di punti e lo stesso numero di gol segnati e subiti si sfidano nell'ultima partita del girone e sono ancora a pari punti al termine della giornata, la classifica finale viene determinata tramite i tiri di rigore, purché nessun'altra squadra del girone abbia gli stessi punti al termine della fase a gironi.

### Girone A

#### Classifica
| Pos. | Squadra          | Pt | G | V | N | P | GF | GS | DR |
| ---- | ---------------- | -- | - | - | - | - | -- | -- | -- |
| 1.   | Italia           | 6  | 3 | 2 | 0 | 1 | 7  | 4  | +3 |
| 2.   | Ucraina          | 5  | 3 | 1 | 2 | 0 | 3  | 2  | +1 |
| 3.   | Norvegia         | 4  | 3 | 1 | 1 | 1 | 3  | 2  | +1 |
| 4.   | Irlanda del Nord | 1  | 3 | 0 | 1 | 2 | 0  | 5  | -5 |

#### Risultati
| Arbitro: | Marian Alexandru Barbu |

|                          |           |           |
| Di Maggio 44’ Zeroli 51’ | Marcatori | 35’ Braut |

| Larne 15 luglio 2024, ore 20:00 UTC+1 | Irlanda del Nord | 0 – 0 referto | Ucraina | Inver Park (1 261 spett.)\| Arbitro: \| Luka Bilbija \| |
| Arbitro:                              | Luka Bilbija     |               |         |                                                         |

| Belfast 18 luglio 2024, ore 16:30 UTC+1 | Norvegia          | 0 – 0 referto | Ucraina | Seaview (612 spett.)\| Arbitro: \| Henrik Nalbandyan \| |
| Arbitro:                                | Henrik Nalbandyan |               |         |                                                         |

| Arbitro: | Ishmael Barbara |

|  |           |                               |
|  | Marcatori | 15’ Zeroli 45+2’, 48’ Camarda |

| Arbitro: | Sander van der Eijk |

|                |           |  |
| Braut 34’, 65’ | Marcatori |  |

| Arbitro: | Vassilis Fotias |

|                                               |           |                      |
| Synchuk 7’ Krevsun 54’ Ponomarenko 75’ (rig.) | Marcatori | 34’ Ebone 52’ Romano |

### Girone B

#### Classifica
| Pos. | Squadra   | Pt | G | V | N | P | GF | GS | DR |
| ---- | --------- | -- | - | - | - | - | -- | -- | -- |
| 1.   | Francia   | 7  | 3 | 2 | 1 | 0 | 8  | 5  | +3 |
| 2.   | Spagna    | 5  | 3 | 1 | 2 | 0 | 5  | 4  | +1 |
| 3.   | Turchia   | 2  | 3 | 0 | 2 | 1 | 5  | 6  | -1 |
| 4.   | Danimarca | 1  | 3 | 0 | 1 | 2 | 6  | 9  | -3 |

#### Risultati
| Arbitro: | Sander van der Eijk |

|             |           |                      |
| Gogorza 43’ | Marcatori | 26’ Andrés 79’ Bravo |

| Arbitro: | Vassilis Fotias |

|                               |           |          |
| Michal 65’ Jacquet 86’ (rig.) | Marcatori | 4’ Fidan |

| Arbitro: | Luka Bilbija |

|                             |           |                                               |
| Olsson 87’ Simmelhack 90+3’ | Marcatori | 19’ Bahoya 65’ Aiki 79’ Bouabré 85’ Assoumani |

| Arbitro: | Marian Alexandru Barbu |

|          |           |                 |
| Ay 90+1’ | Marcatori | 55’ Gasiorowski |

| Arbitro: | Ishmael Barbara |

|                                    |           |                                          |
| Bars 27’ Yıldırım 53’ Sarıkaya 70’ | Marcatori | 18’ Schwartau 64’ Gogorza 76’ Simmelhack |

| Arbitro: | Henrik Nalbandyan |

|                           |           |                          |
| Rodríguez 65’ Keddari 74’ | Marcatori | 13’ Bouabré 90’ Atangana |

## Fase a eliminazione diretta

### Tabellone
|  | Semifinali | Semifinali   | Semifinali |         |    | Finale | Finale | Finale |  |
|  |            |              |            |         |    |        |        |        |  |
|  | 1A         | Italia       | 0          |         |    |        |        |        |  |
|  | 1A         | Italia       | 0          |         |    |        |        |        |  |
|  | 2B         | Spagna (dts) | 1          |         |    |        |        |        |  |
|  | 2B         | Spagna (dts) | 1          |         | 2B | Spagna | 2      |        |  |
|  |            |              |            |         | 2B | Spagna | 2      |        |  |
|  |            |              | 1B         | Francia | 0  |        |        |        |  |
|  | 1B         | Francia      | 1B         | Francia | 0  | 1      |        |        |  |
|  | 1B         | Francia      |            |         |    |        |        |        |  |
|  | 2A         | Ucraina      | 0          |         |    |        |        |        |  |

### Spareggio per l'accesso al Mondiale Under-20 2025
| Arbitro: | Sander van der Eijk |

|                                                                                      |                       |                                                                      |
| Holten 15’                                                                           | Marcatori             | 81’ Vural                                                            |
| Holten Andresen Granaas Aukland Braut Helland Pedersen Bang-Kittilsen Gonstad Røsten | Tiri di rigore 10 – 9 | Uzun Bülbül Demircan Vural Yilidirim Ay Kayali Sarıkaya Yılmaz Gesek |

### Semifinali
| Arbitro: | Marian Alexandru Barbu |

|  |           |              |
|  | Marcatori | 100’ Fortuny |

| Arbitro: | Ishmael Barbara |

|              |           |  |
| Atangana 61’ | Marcatori |  |

### Finale
| Arbitro: | Vassilis Fotias |

|                         |           |  |
| Iker Bravo 41’ Diao 69’ | Marcatori |  |

## Classifica marcatori
3 reti
- Daniel Braut

2 reti
- Mikel Gogorza
- Alexander Simmelhack
- Valentin Atangana Edoa

- Saïmon Bouabré
- Francesco Camarda

- Kevin Zeroli
- Iker Bravo

1 rete
- Cornelius Olsson
- Oscar Schwartau
- Ayman Aiki
- Dehmaine Assoumani
- Jean-Mattéo Bahoya
- Jérémy Jacquet (1 rig.)
- Lucas Michal
- Luca Di Maggio
- Tommaso Ebone

- Marco Romano
- Rasmus Holten
- Chema Andrés
- Assane Diao
- Pol Fortuny
- Yarek Gasiorowski
- Dani Rodríguez
- Simo
- Emir Bars

- Fahri Kerem Ay
- Yiğit Fidan
- Muhammed Sarıkaya
- İsak Vural
- Poyraz Yildirim
- Danylo Krevsun
- Matviy Ponomarenko (1 rig.)
- Hennadiy Synchuk

## Qualificate al mondiale Under-20
- Italia
- Ucraina
- Francia
- Spagna
- Norvegia